# Archeologia linguistica
L'archeologia linguistica (detta anche archeolinguistica o, con termine desueto, paleontologia linguistica) è quella branca della linguistica storica e della linguistica comparativa che si occupa di ricostruire e stabilire diversi elementi della cultura di un popolo preistorico attraverso una via puramente linguistica.
Alla metà del XIX secolo, la ricostruzione delle antichità indoeuropee impostata sul metodo lessicalistico portò allo sviluppo di un'archeologia linguistica (chiamata allora "paleontologia linguistica") a partire dai lavori del tedesco Adalbert Kuhn e soprattutto da quelli sistematici dello svizzero Adolphe Pictet (E. Pictet, 1859-63). E. J. Crawford aveva seguito la medesima via per ricostruire la cultura preistorica dei popoli Polinesiani.
Essa opera mediante l'utilizzo del lessico comune (ricostruito a partire da quello, conosciuto, delle lingue storiche) con l'obiettivo di stabilire elementi della cultura, religione e habitat del popolo preistorico oggetto di studio.
Come nel ricostruzionismo della lingua comune, anche quello degli usi e costumi del popolo conobbe una massima fioritura e uno slancio d'ottimismo nel XIX secolo, per poi essere soggetto a revisione critica nel secolo seguente. Al metodo lessicalistico si imputò in particolare l'eccessiva vaghezza dei concetti ricostruiti: per esempio, è indubbio che gli Indoeuropei conobbero la figura del "re" (sanscrito rāṭ, gallico rix, latino rex < indoeuropeo *rēks), ma non è possibile comprendere che cosa fosse concretamente questo "re" nella società indoeuropea. Inoltre, dalla stessa radice possono essere derivate parole con significati simili, ma non perfettamente coincidenti; l'archeologia linguistica non ha, in linea generale, strumenti per individuare quale fosse quello "giusto": per esempio, dall'indoeuropeo *bhāgos vengono il latino fāgus e l'alto tedesco antico buohha ("faggio"), ma anche il greco phāgós ("quercia") e il russo buz ("salice").